# Epilico
Epilico (en griego Ἐπιλύκος) fue un poeta cómico ateniense de comedia antigua. Es mencionado por un gramático antiguo en conexión con Aristófanes y Fililio. Se conservan algunos fragmentos de su obra Κωραλίσκος (El muchachito).
Suidas menciona un poeta épico del mismo nombre hermano del comediógrafo Crates